# Imraan Coovadia
Imraan Coovadia (né à Durban en 1970) est un romancier, essayiste et universitaire sud-africain. Il est directeur du programme de création littéraire à l’université du Cap. Il a enseigné dans un certain nombre d’universités américaines. Son premier roman, The Wedding, fut publié simultanément aux États-Unis et en Afrique du Sud en 2001, il a été traduit en hébreu et en italien.

## Biographie
Son premier roman, The Wedding, a été présélectionné pour le Sunday Times Fiction Award 2002, le Ama-Boeke Prize 2003, et l'International Dublin Literary Award 2005, et a été choisi comme livre de la semaine par Exclusive Books (Afrique du Sud) et Asian Week.com. Il a également remporté le Sunday Times Fiction Prize et le University of Johannesburg Prize pour son roman de 2010, High Low In-between et la catégorie anglaise des prix littéraires M-Net pour son roman de 2012, The Institute for Taxi,.

## Œuvres
- The Wedding (2001)[4]
- Green-Eyed Thieves (2006)[5]
- Authority and Authorship in V. S. Naipaul (2009)[6]
- High Low In-Between (2009)[7]
- The Institute for Taxi Poetry (2012)[8]
- Transformations: Essays (2012)[9]
- Tales of the Metric System (2014)[10]
- A Spy in Time (2018)[11]